# 2021 في السعودية
تحتوي هذه المقالة على أهم الأحداث التي شهدتها السعودية في 2021، إضافة إلى أهم الشخصيات السعودية التي وُلدت أو تُوفيت في هذه السنة.

## السياسة

### الحكم
الملك: سلمان بن عبد العزيز آل سعود

### تعيينات

#### يناير
- 24:
  - ماجد الحقيل، وزيرًا لوزارة الشؤون البلدية والقروية والإسكان.[1]
  - فهد بن عبد الله المبارك، محافظاً للبنك المركزي السعودي.[1]
  - أحمد بن عبد الكريم الخليفي، مستشارًا في الديوان الملكي.[1]

#### مارس
- 12:
  - عصام بن سعد بن سعيد، وزيراً مكلفاً للحج والعمرة.[2]
  - عبد العزيز الدعيلج، رئيساً للهيئة العامة للطيران المدني بمرتبة وزير.[2]

#### مايو
- 9: سهيل أبانمي، محافظاً لهيئة الزكاة والضريبة والجمارك.[3]

#### أكتوبر
- 15:
  - توفيق الربيعة، وزيرًا للحج والعمرة.[4]
  - فهد الجلاجل، وزيرًا للصحة.[4]
  - مطلق الأزيمع، قائدًا للقوات المشتركة.[5]

#### ديسمبر
- 21: فالح السليمان، محافظًا للهيئة العامة للتطوير الدفاعي بمرتبة وزير.[6]

### الإعفاءات

#### يناير
- 24: أحمد بن عبد الكريم الخليفي، محافظ البنك المركزي السعودي، وتعيينه مستشارًا في الديوان الملكي.[1]

#### مارس
- 12:
  - محمد صالح بن طاهر بنتن، وزير الحج والعمرة.[2]
  - عبد الهادي المنصوري، رئيس الهيئة العامة للطيران المدني.[2]

#### أكتوبر
- 15:
  - توفيق الربيعة، وزير الصحة.[4]
  - عصام بن سعد بن سعيد، وزير الحج والعمرة المُكلّف.

## أحداث

### يناير
- 3: استضافة رالي داكار 2021 الذي سيقام في الفترة ما بين 3 إلى 15 يناير 2021.[7]
- 5: انعقاد قمة مجلس التعاون لدول الخليج العربية (2021) في العلا.[8]
- 10: ولي العهد الأمير محمد بن سلمان يطلق مشروع ذا لاين في نيوم شمال غرب السعودية.[9]
- 19: أرامكو السعودية ومجموعة stc تعلنان إطلاق حاسوب "الدمام 7".[10]
- 24: ولي العهد الأمير محمد بن سلمان آل سعود يُطلق إستراتيجية صندوق الاستثمارات العامة الجديدة للأعوام 2021-2025.[11]
- 28: ولي العهد الأمير محمد بن سلمان آل سعود يُعلن عن رؤية الرياض إحدى مشاريع رؤية السعودية 2030.[12]
- 30: إقامة مباراة كأس السوبر السعودي 2020 بين ناديي الهلال والنصر في ملعب الملك فهد الدولي.[13][14]

### فبراير
- 3: إنشاء المركز الوطني لكفاءة وترشيد المياه.[15]
- 16:
  - إنشاء المركز الوطني لنظم الموارد الحكومية.[16]
  - إنشاء بنك المنشآت الصغيرة والمتوسطة.[16]
  - إلغاء المؤسسة العامة للخطوط الحديدية.[16]
- 19-20: بدء النسخة الثانية من سباق «كأس السعودية» في 19 فبراير، واختتامها في اليوم التالي برعاية الأمير محمد بن سلمان آل سعود.[17]
- 23: ضم البرنامج الوطني لدعم إدارة المشروعات والتشغيل والصيانة في الجهات العامة إلى مركز تحقيق كفاءة الإنفاق، وتحويل المركز إلى هيئة باسم هيئة كفاءة الإنفاق والمشروعات الحكومية.[18]

### مارس
- 1: إدراج شركة الخريف لتقنية المياه والطاقة على سوق الأسهم السعودي.
- 2: تحويل المركز الوطني للوقاية من الأمراض ومكافحتها إلى هيئة عامة باسم هيئة الصحة العامة.[19]
- 22: السعودية تعلن عن مبادرة لإنهاء الأزمة اليمنية للوصول إلى اتفاق سياسي شامل.[20]
- 27: ولي العهد الأمير محمد بن سلمان يعلن عن مبادرتي السعودية الخضراء، والشرق الأوسط الأخضر.[21]
- 28: إطلاق برنامج صنع في السعودية.[22]
- 29: إدراج شركة ذيب لتأجير السيارات على سوق الأسهم السعودي.
- 30: ولي العهد الأمير محمد بن سلمان يدشن برنامج تعزيز الشراكة مع القطاع الخاص.[23]

### أبريل
- افتتاح محطة سكاكا للطاقة الشمسية، برعاية ولي العهد الأمير محمد بن سلمان آل سعود.[24]
- مقابلة خاصة مع ولي العهد محمد بن سلمان مع الإعلامي عبد الله المديفر بمناسبة مرور خمس سنوات على إنطلاق الرؤية.

### مايو
- 4: دمج الهيئة العامة للزكاة والدخل مع الهيئة العامة للجمارك تحت مسمى هيئة الزكاة والضريبة والجمارك.[25][26]

### يونيو
- 2: إنشاء هيئة تنمية البحث والتطوير والابتكار.[27]
- 8: تدشين جدة سوبر دوم في مدينة جدة، وهي أكبر قبة بلا أعمدة في العالم.[28]
- 9: إطلاق دار النشر السعودية.[29]
- 15:
  - إنشاء أكاديمية مهد الرياضية.[30]
  - دمج المؤسسة العامة للتقاعد في المؤسسة العامة للتأمينات الاجتماعية.[31]

### يوليو
- 24: تسجيل منطقة حمى الثقافية كسادس موقع تراث عالمي في السعودية.[32][33]

### أغسطس
- 4: إدراج شركة التنمية الغذائية على سوق الأسهم السعودي.[34]

### سبتمبر
- 7: إنهاء خدمة الفريق الأول خالد بن قرار الحربي مدير الأمن العام بإحالته إلى التقاعد مع إحالته للتحقيق.[35]
- 14: إنشاء الهيئة العامة للتطوير الدفاعي.[36]
- 15:
  - إطلاق برنامج تنمية القدرات البشرية أحد برامج تحقيق رؤية السعودية 2030.[37]
  - إدراج محمية جزر فرسان ضمن برنامج الإنسان والمحيط الحيوي (الماب) التابع لليونسكو، لتكون بذلك أول موقع سعودي يُدرج في البرنامج.[38][39]

### أكتوبر
- 15: إنشاء هيئة تطوير ينبع وأملج والوجه وضباء.[40]
- 16: أعلن صندوق الاستثمارات العامة عن إطلاق مشروع THE RIG السياحي في منطقة الخليج العربي.[41]

### نوفمبر
- 14: أعلن ولي العهد الأمير محمد بن سلمان إطلاق مشروع مدينة الأمير محمد بن سلمان غير الربحية أول مدينة غير ربحية في العالم.[42]
- 16: أعلن ولي العهد الأمير محمد بن سلمان إطلاق مدينة نيوم الصناعية "أوكساجون" التي تعد أكبر تجمع صناعي عائم في العالم.[43]
- 30:
  - إنشاء المؤسسة العامة للمحافظة على الشعب المرجانية والسلاحف في البحر الأحمر.[44]
  - إنشاء الهيئة السعودية للبحر الأحمر.[44]

### ديسمبر
- 1: إطلاق مبادرة ميثاق الملك سلمان العمراني.[45]
- 14: أعلن وزير الثقافة الأمير بدر بن عبد الله بن فرحان، عن تسجيل الخط العربي على القائمة التمثيلية للتراث الثقافي غير المادي لمنظمة الأمم المتحدة للتربية والعلم والثقافة «اليونيسكو»، بموجب اقتراح تقدمت به السعودية وبالتعاون مع 15 دولة عربية.[46]
- 20: أعلنت المنظمة العربية للتربية والثقافة والعلوم (الألكسو) اختيار «الدرعية» العاصمة العربية للثقافة للعام 2030، لتصبح ثاني مدينة سعودية يتم اختيارها بعد الرياض في عام 2000م.[47]
- 21: تحويل المؤسسة العامة لمستشفى الملك فيصل التخصصي ومركز الأبحاث إلى مؤسسة مستقلة ذات طبيعة خاصة غير هادفة للربح ومملوكة للحكومة، باسم مستشفى الملك فيصل التخصصي ومركز الأبحاث.[48]

## وفيات

### يناير
- 2: مبارك الخصي، ممثل سعودي.[49]

- 11: أحمد بن إبراهيم الحربي، شاعر وروائي وصحفي (و. 1957).[50]

- 13:
  - مستور العصيمي، شاعر سعودي (و. 1928).[51]
  - خالد بن عبد الله بن عبد الرحمن آل سعود، أمير ورجل أعمال سعودي (و. 1937).[52]
  - محمد بن زويد النفيعي، عسكري وضابط وشاعر ورياضي سعودي، قاد عمليات القوات الخاصة خلال حادثة الحرم المكي عام 1400 هـ (و. 1945).[53]

- 16:
  - فهد الحمود، إعلامي ومذيع أخبار سعودي (و.1959).[54]
  - محمد مهاوش الظفيري، شاعر وناقد وباحث سعودي (و. 1969).[55]
- 23: عبد الله مناع، أديب وصحفي وطبيب (و. 1939).[56]
- 29: عبد الله الصريخ، ملحن ومغني شعبي سعودي (و. 1954).[57]
- 30: تركي بن ناصر بن عبد العزيز آل سعود، الابن السابع من أبناء الأمير ناصر بن عبد العزيز آل سعود، شغل منصب الرئيس العام للأرصاد وحماية البيئة (و. 1948).[58]

### فبراير
- 9: عبد الرحمن يغمور، مذيع وممثل ومخرج إذاعي (و.1936).[59]
- 11: عبد الرحمن الحمدان، سباح سعودي من ذوي الاحتياجات الخاصة (و.1997).[60]
- 23: أحمد زكي يماني، وزير البترول والثروة المعدنية السعودي سابقاً (و. 1930).[61]

### مارس
- 15: ناصر الهليل، أقدم مؤذن سعودي.[62]
- 18: محمد بن عمر زبير، أكاديمي واقتصاي سعودي.[63]
- 21: محمد الوعيل، كاتب وإعلامي سعودي (و.1947).[64]

### أبريل
- 29: حسن دردير، ممثل سعودي (و.1938).[65]
- 30: محمد بن سعد الشويعر، مُؤرِّخ وكاتب (و.1940).[66]

### مايو
- 7: عبد الرحمن العجلان، عالم دين وقاضٍ (و. 1938).[67]
- 8: عادل التويجري، إعلامي وصحفي وكاتب حول الرياضة. (و.1981).[68]
- 18: عبد الخالق الغانم، مخرج تلفزيوني. (و.1958).[69]
- 20: فيصل الشهيل، الرئيس العام للمؤسسة العامة للخطوط الحديدية، ورئيس نادي الهلال سابقًا.[70]

### يونيو
- 1: فهد الشايع، مذيع ومقدم برامج.[71]
- 6: منصور عجة، رجل أعمال فرنسي سعودي (و. 1952).[72]
- 10: طلال باغر، ملحن (و.1956).[73]
- 11:
  - ناصر الشثري، مستشار في الديوان الملكي لُقِّب بـ «مستشار الملوك» (و.1928).[74]
  - عبد العزيز الربيعي، أديب وصحفي (و.1929).[75]

### يوليو
- 19: مصطفى إدريس، لاعب كرة قدم (و.1964).[76]

### أغسطس
- 18: عبد الحميد أبو سليمان، باحث وأكاديمي ومفكر (و.1936).[77]
- 25: أحمد بن يحيى بهكلي، شاعر وأكاديمي (و.1955).[78]

### أكتوبر
- 6: عبد الله بن إدريس، أديب وشاعر (و.1929).[79]

### نوفمبر
- 6: علي بن محمد العمير، كاتب وصحفي (و. 1937).[80]
- 7: غازي علي، موسيقار (و.1937).[81]
- 28: محمد بن خضر عريف، أديب ولغوي (و. 1957).[82][83]

### ديسمبر
- 10: أحمد مطاعن، شاعر وأديب (و. 1927).[84][85]
- 22: نهار بن سعود بن عبد العزيز آل سعود، الإبن الرابع والأربعون من أبناء الملك سعود (و. 1962م).[86]
- 29: صلاح المولد، لاعب كرة قدم.[87]